# Tatiana Kukuľková
Tatiana Kukuľková (Poprad, 18 juli 2000) is een Slowaaks tafeltennisster. Ze nam deel aan de Olympische Jeugdzomerspelen 2018. Ze speelt rechtshandig met de shakehandgreep.

## Belangrijkste resultaten
- Brons in de vrouwendubbel op de Europese kampioenschappen 2024 met Natalia Bajor.